# Nothopsis rugosus
Nothopsis rugosus är en ormart som beskrevs av Cope 1871. Nothopsis rugosus är ensam i släktet Nothopsis som ingår i familjen snokar. Arten tillhör underfamiljen Dipsadinae som ibland listas som familj.
Inga underarter finns listade i Catalogue of Life.
Arten förekommer i Centralamerika och norra Sydamerika från Honduras till norra Ecuador. Den lever i låglandet och i bergstrakter upp till 1000 meter över havet. Habitatet utgörs av städsegröna regnskogar i låglandet och av fuktiga bergsskogar. Individerna är nattaktiva och de rör sig på marken. Födan utgörs av grodor, salamandrar och små ödlor. Honor lägger ägg. Nothopsis rugosus är med en längd mindre än 75 cm en liten orm.
I några regioner är skogens omvandling till jordbruksmark och till trafikanläggningar ett hot mot beståndet. Nothopsis rugosus är allmänt sällsynt men antalet observationer har inte minskad markant. IUCN kategoriserar arten globalt som livskraftig.